# Helblinde
I nordisk mytologi er Helblinde bror til Loke og Byleist og søn af Nal og Farbaute.
| Nordisk mytologi | Spire Denne artikel om nordisk religion og mytologi er en spire som bør udbygges. Du er velkommen til at hjælpe Wikipedia ved at udvide den. |